# 替佐站
替佐站（日语：／ Kaesa eki */?）是位於長野縣中野市大字豐津，東日本旅客鐵道（JR東日本）的飯山線車站。

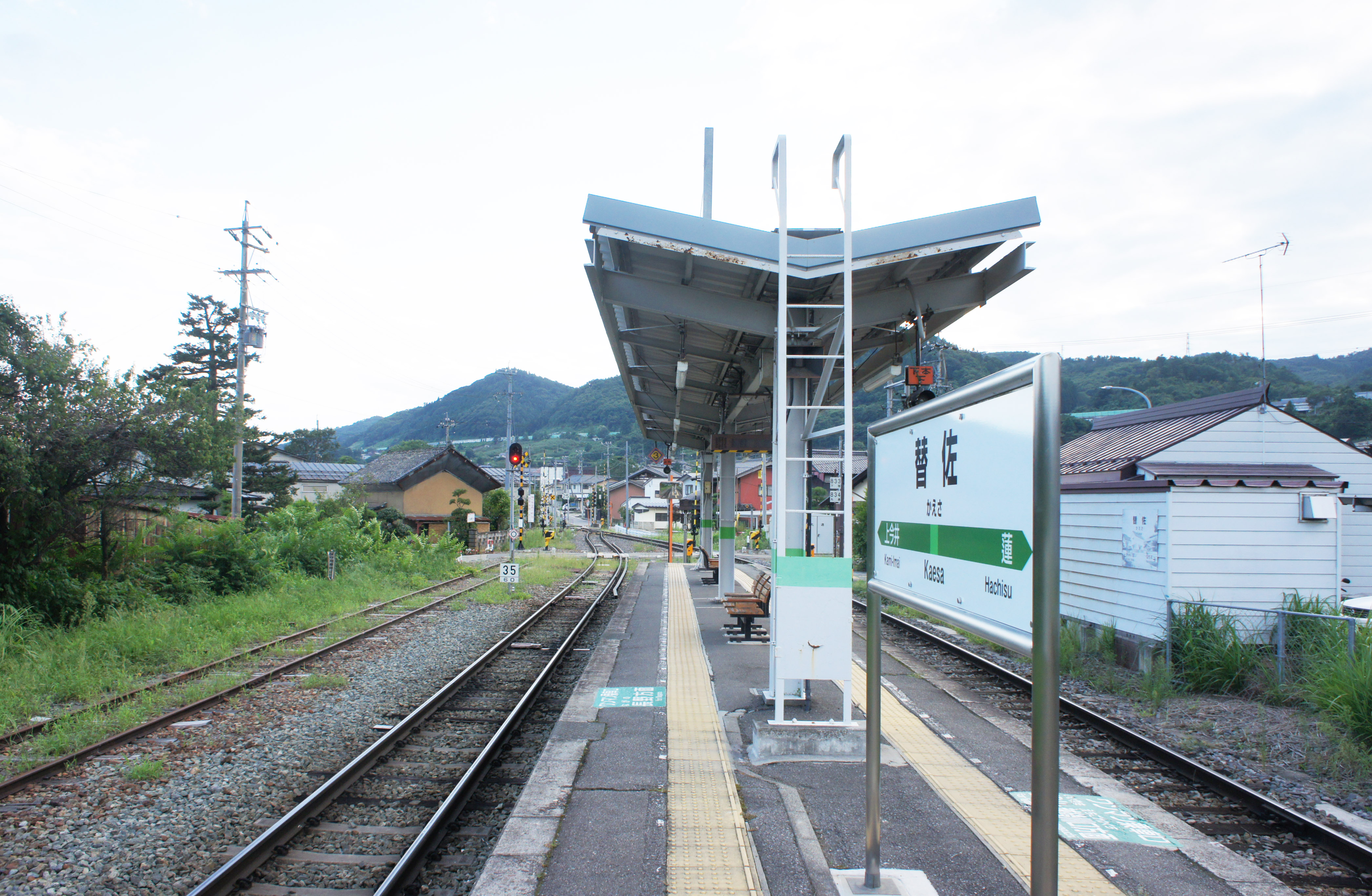
月台(2021年8月)

## 歷史
- 1921年（大正10年）10月20日：飯山鐵道 豐野站至飯山站之間開業，此站啟用[1]。
- 1944年（昭和19年）6月1日：隨著飯山鐵道國有化，飯山鐵道編入至運輸通信省（後來為日本國有鐵道）飯山線[3]。
- 1987年（昭和62年）4月1日：伴隨國鐵分割民營化，車站由東日本旅客鐵道（JR東日本）營運。
- 1995年（平成7年）
  - 3月15日：成為簡易委託車站[4]。
  - 7月12日：發生7.11水災（日语：7.11水害），使飯山線全線暫停服務[5]。
  - 7月18日：飯山線全線重開[5]。
- 2014年（平成26年）8月中 - 12月中：翻新車站大樓[6]。

## 車站構造

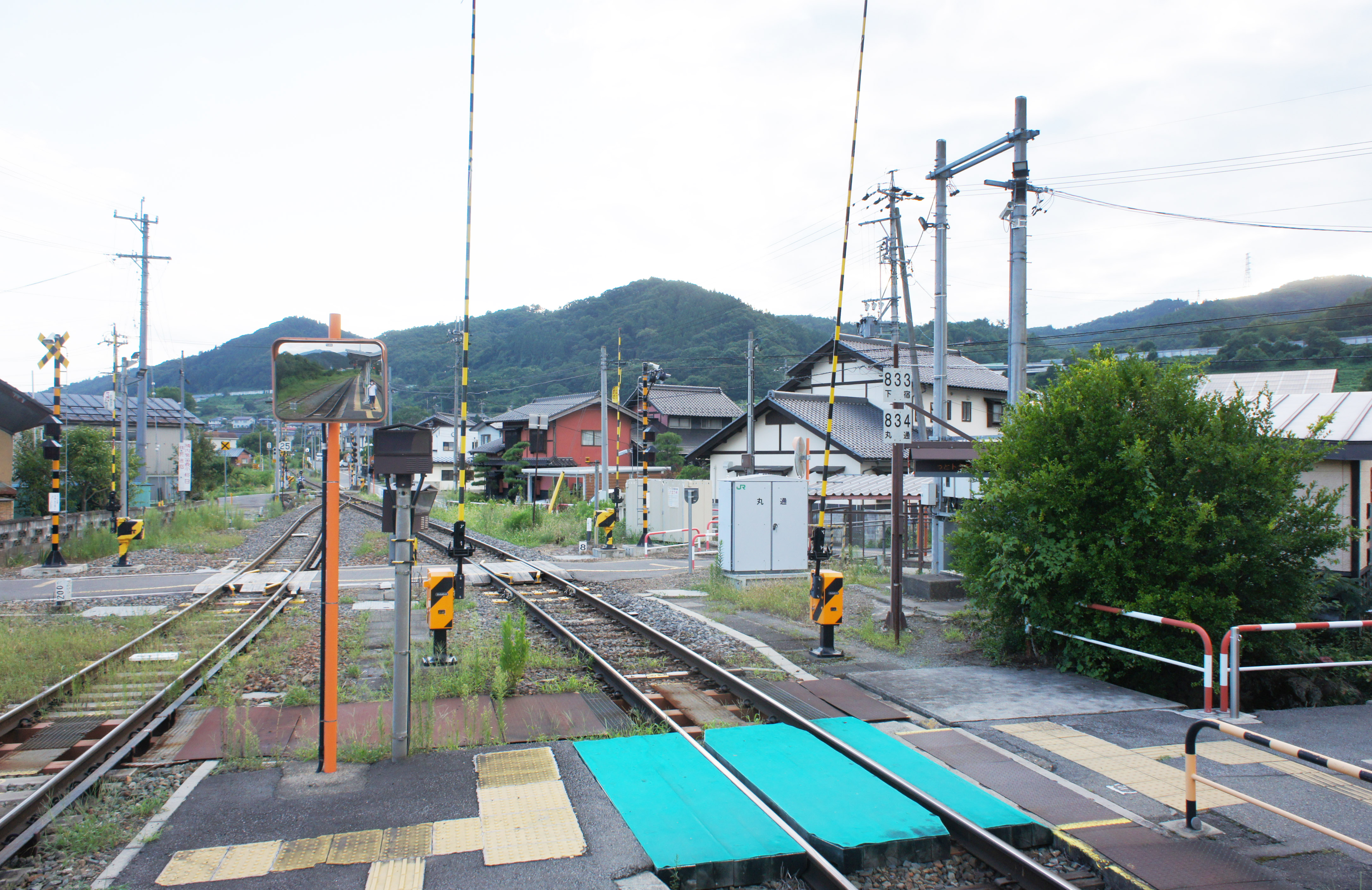
平交道(2021年8月)

本站是地面車站，設有1面2線的島式月台。此站沒有跨線橋，站房與月台之間設有站內平交道連接。此站設有留置線。大部分來往長野站至戶狩野澤溫泉站之間的列車會在此站進行交會。
此站是由飯山站管理的簡易委託車站。車站大樓在2014年8月中至12月中進行翻新。車站大樓可發售常備券和補充券，現時設有POS終端。營業時間為6:30至17:00。此站設有2種車站印章和車站記事本，在入口處設有飲料自動販賣機。
當列車到達時，若在車站營業時間內，車站內將會播放由中野市出身的高野辰之作詞的「故鄉」、「春之小川」、「楓」、「朧月夜」等音樂。不同季節會播放不同音樂。

### 月台
| 月台 | 路線    | 上下行 | 方向                     |
| ---- | ------- | ------ | ------------------------ |
| 1    | ■飯山線 | 下行   | 戶狩野澤溫泉、十日町方向 |
| 2    | ■飯山線 | 上行   | 長野方向                 |

## 使用狀況
根據「JR東日本」資料，在2019年度（令和元年度）1日平均乘車人次為114人。
以下為近年乘車人次變化。
| 乘車人次變化       | 乘車人次變化     | 乘車人次變化    |
| 年度               | 1日平均 乘車人次 | 參考資料        |
| ------------------ | ---------------- | --------------- |
| 2000年（平成12年） | 172              | [ 利用客数 2 ]  |
| 2001年（平成13年） | 161              | [ 利用客数 3 ]  |
| 2002年（平成14年） | 154              | [ 利用客数 4 ]  |
| 2003年（平成15年） | 167              | [ 利用客数 5 ]  |
| 2004年（平成16年） | 164              | [ 利用客数 6 ]  |
| 2005年（平成17年） | 139              | [ 利用客数 7 ]  |
| 2006年（平成18年） | 134              | [ 利用客数 8 ]  |
| 2007年（平成19年） | 127              | [ 利用客数 9 ]  |
| 2008年（平成20年） | 125              | [ 利用客数 10 ] |
| 2009年（平成21年） | 122              | [ 利用客数 11 ] |
| 2010年（平成22年） | 123              | [ 利用客数 12 ] |
| 2011年（平成23年） | 115              | [ 利用客数 13 ] |
| 2012年（平成24年） | 122              | [ 利用客数 14 ] |
| 2013年（平成25年） | 121              | [ 利用客数 15 ] |
| 2014年（平成26年） | 109              | [ 利用客数 16 ] |
| 2015年（平成27年） | 121              | [ 利用客数 17 ] |
| 2016年（平成28年） | 128              | [ 利用客数 18 ] |
| 2017年（平成29年） | 123              | [ 利用客数 19 ] |
| 2018年（平成30年） | 121              | [ 利用客数 20 ] |
| 2019年（令和元年） | 114              | [ 利用客数 1 ]  |

## 車站周邊
- 湯之入溫泉楓莊（車站西站1.1公里，步行15分鐘）[1]
- 中野市政廳豐田分所（前豐田村（日语：豊田村 (長野県)）公所）
- 中野市豐田文化中心（前豐田村村民會館）
- 豐田消防署
- 中野市立豐田中學
- 豐井郵局
- 中野市立豐井小學
- 千曲川
- 國道117號（日语：国道117号）

## 巴士路線
長電巴士　永田·親川線
- 前往親川、前往中野站（每日8設有往返班次，在星期六、日、假日、盂蘭盆節、年尾年頭部分班次暫停服務）

## 相鄰車站
東日本旅客鐵道（JR東日本）
■飯山線
上今井－替佐－蓮

## 注腳

### 使用狀況
1. 1 2  各駅の乗車人員（2019年度） （页面存档备份，存于）（日語） - 東日本旅客鐵道
2. ↑  各駅の乗車人員（2000年度） （页面存档备份，存于）（日語） - 東日本旅客鐵道
3. ↑  各駅の乗車人員（2001年度） （页面存档备份，存于）（日語） - 東日本旅客鐵道
4. ↑  各駅の乗車人員（2002年度） （页面存档备份，存于）（日語） - 東日本旅客鐵道
5. ↑  各駅の乗車人員（2003年度） （页面存档备份，存于）（日語） - 東日本旅客鐵道
6. ↑  各駅の乗車人員（2004年度） （页面存档备份，存于）（日語） - 東日本旅客鐵道
7. ↑  各駅の乗車人員（2005年度） （页面存档备份，存于）（日語） - 東日本旅客鐵道
8. ↑  各駅の乗車人員（2006年度） （页面存档备份，存于）（日語） - 東日本旅客鐵道
9. ↑  各駅の乗車人員（2007年度） （页面存档备份，存于）（日語） - 東日本旅客鐵道
10. ↑  各駅の乗車人員（2008年度） （页面存档备份，存于）（日語） - 東日本旅客鐵道
11. ↑  各駅の乗車人員（2009年度） （页面存档备份，存于）（日語） - 東日本旅客鐵道
12. ↑  各駅の乗車人員（2010年度） （页面存档备份，存于）（日語） - 東日本旅客鐵道
13. ↑  各駅の乗車人員（2011年度） （页面存档备份，存于）（日語） - 東日本旅客鐵道
14. ↑  各駅の乗車人員（2012年度） （页面存档备份，存于）（日語） - 東日本旅客鐵道
15. ↑  各駅の乗車人員（2013年度） （页面存档备份，存于）（日語） - 東日本旅客鐵道
16. ↑  各駅の乗車人員（2014年度） （页面存档备份，存于）（日語） - 東日本旅客鐵道
17. ↑  各駅の乗車人員（2015年度） （页面存档备份，存于）（日語） - 東日本旅客鐵道
18. ↑  各駅の乗車人員（2016年度） （页面存档备份，存于）（日語） - 東日本旅客鐵道
19. ↑  各駅の乗車人員（2017年度） （页面存档备份，存于）（日語） - 東日本旅客鐵道
20. ↑  各駅の乗車人員（2018年度） （页面存档备份，存于）（日語） - 東日本旅客鐵道

## 外部連結
- 車站資訊（替佐）：東日本旅客鐵道